# Wichterlovo gymnázium
Wichterlovo gymnázium je gymnázium v Ostravě-Porubě. Nabízí studium čtyřleté všeobecné a osmileté gymnázium se zaměřeními na matematiku a přírodní vědy nebo angličtinu. Studijními výsledky svých žáků se při posledním zveřejnění výsledků státních maturit zařadilo na 1. místo v Moravskoslezském kraji a na 15. v celé České republice.
V roce 2023 zde ve 24 třídách studovalo 695 žáků a profesorský sbor tvořilo 60 učitelů. Od roku 1959 školu dokončilo asi 8500 absolventů. Areál, skládající se ze dvou budov, se nachází na ulici Čs. exilu 669/16.

## Historie
Gymnázium bylo založeno v roce 1956, a to jako jedenáctiletá střední škola v budově na Komenského třídě. Roku 1961 se pak stalo střední všeobecně vzdělávací školou se sídlem na ulici Čkalovově. V roce 1968 vzniklo experimentální víceleté gymnázium na Hrdličkově ulici, přičemž roku 1970 došlo ke sloučení obou škol. V roce 1972 došlo k oddělení nově založené školy na Thälmannově 491 (dnešního Gymnázia Olgy Havlové). Po svém přestěhování v roce 1975 na Thälmannovu 669 bylo neoficiálně nazýváno Telmanka, později Velká Telmanka. Po změně názvu ulice bylo známo pod jménem Exil. Čestný název Wichterlovo gymnázium podle českého vynálezce Otty Wichterleho mu byl propůjčen od 1. září 2006.

## Významní absolventi
- Jaromír Nohavica - textař, zpěvák a kytarista
- Bohdan Pomahač - plastický chirurg
- Jessica Fridrich - matematička a speedcuberka
- Lubomír Zaorálek - politik, bývalý Ministr zahraničních věcí
- Tomáš Řehořek - režisér, kameraman
- Lydie Romanská - spisovatelka, básnířka
- Ivo Vondrák - poslanec, bývalý hejtman Moravskoslezského kraje a rektor VŠB–TUO
- Eva Jakoubková  - herečka, dabérka
- Vladimír Kratina - herec, zpěvák
- Aleš Uhlíř - fotograf, právník

## Kontroverze
Počátkem roku 2025 vyšlo najevo, že bývalý zástupce ředitele Antonín B. psal studentkám nevyžádané zprávy. Policie ČR však toto chování neshledala trestným. V době zveřejnění informací Antonín B. dále pracoval na gymnáziu jako řadový učitel, výtky bývalých i současných studentek odmítal, ale přesto dal výpověď. Vedení a pedagogický sbor školy označily počínání kolegy za neetické a neprofesionální.